# Neptis micromegethes
Neptis micromegethes är en fjärilsart som beskrevs av Holland 1887. Neptis micromegethes ingår i släktet Neptis och familjen praktfjärilar. Inga underarter finns listade i Catalogue of Life.